# Cratere Rivera
Rivera  è un cratere sulla superficie di Mercurio.